# Blindia austrocrispula
Blindia austrocrispula là một loài rêu trong họ Seligeriaceae. Loài này được Müll. Hal. mô tả khoa học đầu tiên năm 1885.